# Rodrigo Frauches
Rodrigo Frauches (sinh ngày 28 tháng 9 năm 1992 ở São João de Meriti) là một cầu thủ bóng đá người Brasil Trung vệ thi đấu cho Army United.

## Sự nghiệp

### Thống kê sự nghiệp
(Chính xác tính đến ngày 5 tháng 9 năm 2014)
| Câu lạc bộ | Mùa giải | Brazilian Série A | Brazilian Série A | Copa do Brasil | Copa do Brasil | Copa Libertadores | Copa Libertadores | Copa Sudamericana | Copa Sudamericana | State League | State League | Tổng    | Tổng      |
| Câu lạc bộ | Mùa giải | Số trận           | Bàn thắng         | Số trận        | Bàn thắng      | Số trận           | Bàn thắng         | Số trận           | Bàn thắng         | Số trận      | Bàn thắng    | Số trận | Bàn thắng |
| ---------- | -------- | ----------------- | ----------------- | -------------- | -------------- | ----------------- | ----------------- | ----------------- | ----------------- | ------------ | ------------ | ------- | --------- |
| Flamengo   |          |                   |                   |                |                |                   |                   |                   |                   |              |              |         |           |
| 2012       | 9        | 0                 | -                 | -              | -              | -                 | -                 | -                 | 1                 | 0            | 10           | 0       |           |
| 2013       | 4        | 0                 | 0                 | 0              | -              | -                 | -                 | -                 | 2                 | 0            | 6            | 0       |           |
| 2014       | 0        | 0                 | 0                 | 0              | -              | -                 | -                 | -                 | 5                 | 0            | 5            | 0       |           |
| Tổng       | Tổng     | 13                | 0                 | 0              | 0              | 0                 | 0                 | 0                 | 0                 | 8            | 0            | 21      | 0         |

according to combined sources on the Flamengo official website and Flaestatística.

## Danh hiệu

### Câu lạc bộ
Flamengo
- Copa do Brasil: 2013
- Campeonato Carioca: 2014

### Đội tuyển quốc gia
U-18 Brasil
- Copa Internacional do Mediterrâneo: 2011

U-20 Brasil
- Giải vô địch bóng đá U-20 thế giới: 2011

## Hợp đồng
- Flamengo – tháng 3 năm 2016